# MDD Records
MDD Records ist ein 1993 gegründetes deutsches Musiklabel mit Sitz in Nordhausen (Nordheim) in Baden-Württemberg. Zu MDD gehört auch das im März 2017 gegründete Sublabel Black Sunset.

## Allgemein
Der Fokus des Labels liegt auf dem Bereich Heavy Metal, wobei vom Hard Rock über Thrash- und Death Metal bis zum Black Metal sämtliche Metal-Subgenres behandelt werden. 
Die bekanntesten Bands im aktuellen Portfolio des Labels sind unter anderem die griechische Thrash-Metal-Band Exarsis sowie die deutsche Celtic/Folk Metal Band Suidakra. In seiner Vergangenheit kann das Label zudem auf frühere Veröffentlichungen von Bands wie Pyogenesis, Sacred Steel oder Night in Gales zurückblicken.

## Geschichte
Das heutige Label MDD Records hat seine Ursprünge im „Magic Demo Distribution“ Kassettenvertrieb von Matthias Kietzmann aus Calberlah in Niedersachsen. Dieser trat Anfang der Neunziger in der Metalszene als Ansprechpartner und deutsche Bezugsquelle von Demotapes ausländischer Bands wie Ritual Sacrifice, False Prophet und anderen in Erscheinung.
1992 wanderte Matthias Kietzmann nach Mexiko aus und gründete dort später mit X-Rated Records ein eigenes Label. Im Vorfeld beschloss er jedoch, seinen inzwischen umfangreichen Demovertrieb aufzulösen. Über Kleinanzeigen in Szenemedien kam der Kontakt zwischen Kietzmann und dem damals 17-jährigen Markus Rösner aus Nordhausen zustande. Rösner übernahm im Folgenden den kompletten Bestand und erfüllte sich einen lang gehegten Traum, in dem er sich selbst zu seinem 18. Geburtstag einen Versandhandelsbetrieb schenkte. Diesen führte er unter dem Kürzel „MDD“ fort und baute ab 1993 seine Versand- und Verlagsaktivitäten aus. 
MDD Records veröffentlichte zusammen mit dem Sublabel Black Sunset bis heute (Stand Oktober 2020) über 200 Alben. 

## Bands und Künstler

### Aktuelle Bands und Künstler (Auswahl)
- Accuser
- Exarsis
- Darkfall
- Odium
- Fall of Carthage
- Terrible Old Man
- Final Cry
- Strydegor
- Suidakra
- Delirium
- Mastic Scum
- Necrotic Flesh
- Mandragora Thuringia

### Ehemalige Bands und Künstler (Auswahl)
- Mourning Caress
- Night in Gales
- Pyogenesis
- Loonatikk
- Silent Overdrive
- Sacred Steel
- Nocte Obducta
- Hatred
- Thormesis
- SpiteFuel